# Jacobsmühle
Jacobsmühle ist ein Wohnplatz im Südosten der bergischen Großstadt Remscheid in Nordrhein-Westfalen. Der Ortsname geht auf die Sankt Jakobs-Mühle zurück, die eine der ältesten Mühlen in der Region Bergisches Land war. Heute besteht Jacobsmühle nur noch aus einem Wohngebäude.

## Lage und Beschreibung
Jacobsmühle liegt im statistischen Stadtteil Engelsburg des Stadtbezirks Lennep im Tal des Lenneper Bachs in Höhe der Einmündung des Panzerbachs und des Kleebachs östlich des größeren Stadtteils Hasenberg. Weitere benachbarte Wohnplätze und Hofschaften sind Müllersberg, Lenneper Hof, Christhaus, Jammertal, Nagelsberg, Schneppendahl, Durchsholz, Auf der Hardt und das unmittelbar angrenzende Kleebach. Aufgrund des Baus der Wuppertalsperre abgegangen sind Wassermühle, Spaniermühle und Nagelsbergermühle.
Direkt am Ort verläuft die neue Trasse der Bundesstraße 229, die ebenfalls aufgrund des Talsperrenbaus verlegt werden musste.

## Geschichte
Die Sankt Jakobs-Mühle wurde erstmals um das Jahr 1200 als Fruchtmahlmühle der villa Linepe, also des Orts Lennep, urkundlich erwähnt. Sie besaß zunächst keinen Mühlenteich, sondern wurde von dem Fließwasser des Lenneper und des Panzerbachs angetrieben. Seit 1240 gehörte die Leynepder Mulle zu der Lüttringhauser Lehensherrschaft des Adelsgeschlechts Bottlenberg und war um 1350 als Lehen vergeben.
Nach einer Nutzung als Knochenmühle ist für 1500 der Betrieb als Walkmühle der Bruderschaft St. Jakobi belegt, die ein Zusammenschluss der Lenneper Tuchmacherzunft war. Von daher stammt auch der überlieferte Name der Jacobsmühle. 1577 waren vier Zunftgenossen der Tuchmacherzunft Pächter der Walkmühle, die sechs Gulden und elf Albus Pachtzins an die Kirche zu zahlen hatten. Für Walklohn durften die anderen Zunftgenossen die Mühle für ihre Tuchwaren nutzen.
Die Karte Topographia Ducatus Montani aus dem Jahre 1715 zeigt die Mühle als Mühl. Neben der ebenfalls als Mühl beschrifteten Wassermühle flussabwärts sind auf der Karte weitere sechs unbeschriftete Wassertriebwerke am Lenneper und Panzerbach eingezeichnet. Im 18. Jahrhundert gehörte der Ort zum bergischen Amt Bornefeld-Hückeswagen.
Nach offenbar dreihundertjähriger Nutzung als Walkmühle wird um 1800 erneut die Nutzung als Knochenmühle in den Unterlagen belegt. Sie besaß zwei Stampfen, die über ein oberschlächtiges Wasserrad angetrieben wurden. Weitere Walkmühlen entstanden am Lenneper Bach, als die Zünfte in der napoleonischen Zeit abgeschafft wurden. Auch die Jacobsmühle wurde von den Kaufleuten Johann Mühlinghaus und Johann Kotthaus zu Nagelsberg um 1830 wieder zu einer Walkmühle umgebaut. Zusammen mit der rund 300 Meter flussabwärts liegenden Wassermühle wurde die Anlage um 1845 als Tuchfabrik genutzt. 1853 wechselte der Besitzer erneut, zur technischen Einrichtung der Anlage gehörte ein Wasserrad mit 12 Fuß Gefälle und zwei Mahlgängen.
1832 gehörte die Jacobsmühle dem Lenneper Stadtbezirk an, der ein Teil der Bürgermeisterei Lennep war. Der laut der Statistik und Topographie des Regierungsbezirks Düsseldorf offenbar veraltet als Knochenmühle kategorisierte Ort besaß zu dieser Zeit ein Wohnhaus und eine Fabrikationsstätte. Zu dieser Zeit lebten keine Einwohner im Ort.
1867 wurde sie als Getreidemühle mit zwei PS Leistung im Besitz eines Johann Daniel Mühlinghaus aufgeführt.
Im Gemeindelexikon für die Provinz Rheinland werden für das Jahr 1885 ein Wohnhaus mit elf Einwohnern angegeben. Der Ort gehörte zu dieser Zeit weiterhin zur Bürgermeisterei Lennep innerhalb des Kreises Lennep.
Im Jahre 1895 besaß der Ort ein Wohnhaus mit neun Einwohnern, 1905 ein Wohnhaus und zwölf Einwohner.
1886 wurde an der Mühle vorbei der Streckenabschnitt Lennep – Krebsöge der Wuppertalbahn eröffnet. Im Ersten Weltkrieg wurde wieder eine Nutzung als Knochenmühle durch einen Karl Sause verzeichnet, 1929 wurde die Stadt Lennep mit der Jacobsmühle in Remscheid eingemeindet.
1942 wurde die Mühle abgerissen und der Mühlenteich als Lenneper Kläranlage genutzt. In den 1970er Jahren musste diese, wie auch die mittlerweile stillgelegte Bahnstrecke, den Vorbereitungen zum Bau der Lenneper Bach-Vorsperre der Wuppertalsperre weichen. Heute verläuft die Trasse der durch den Talsperrenbau verlegten Bundesstraße 229 über den alten Mühlenstandort.